# Bleikjene (Rundeholmen)
Ne doit pas être confondu avec Bleikjene.
Bleikjene est une île norvégienne du comté de Vestland appartenant administrativement à Fitjar.

## Description
Rocheuse et désertique, à fleur d'eau, elle s'étend sur environ 59 m de longueur pour une largeur approximative de 30 m. 